# Landtagswahl in Oberösterreich 1955
- SPÖ: 19
- ÖVP: 25
- FW: 4

Die Landtagswahl in Oberösterreich 1955 fand am 23. Oktober 1955 statt. Die Österreichische Volkspartei (ÖVP) erreichte durch Stimmengewinne die absolute Mehrheit der Mandate, die Sozialistische Partei Österreichs (SPÖ) konnte durch noch größere Stimmengewinne ihr Ergebnis deutlich verbessern. Dies ging zu Lasten der Freiheitlichen Wahlgemeinschaft, die ihr Ergebnis mehr als halbierte.
|                                         | Ergebnisse 1955 | Ergebnisse 1955 | Ergebnisse 1955 | Ergebnisse 1949  | Ergebnisse 1949  | Ergebnisse 1949  | Differenzen | Differenzen | Differenzen |
| --------------------------------------- | --------------- | --------------- | --------------- | ---------------- | ---------------- | ---------------- | ----------- | ----------- | ----------- |
| Wahlberechtigte                         | 667.620         | 667.620         | 667.620         | 626.844          | 626.844          | 626.844          | + 40.776    | + 40.776    | + 40.776    |
| Wahlbeteiligung                         | 93,88 %         | 93,88 %         | 93,88 %         | 95,72 %          | 95,72 %          | 95,72 %          | − 1,84 %    | − 1,84 %    | − 1,84 %    |
|                                         | Stimmen         | %               | Mand.           | Stimmen          | %                | Mand.            | Stimmen     | %           | Mand.       |
| Abgegebene Stimmen                      | 626.781         |                 |                 | 600.024          |                  |                  | + 26.757    |             |             |
| Ungültig                                | 13.209          | 2,11 %          |                 | 5.831            | 0,97 %           |                  | + 7.378     | + 1,14 %    |             |
| Gültig                                  | 613.572         | 97,89 %         |                 | 594.193          | 99,03 %          |                  | + 19.379    | − 1,14 %    |             |
| Partei                                  |                 |                 |                 |                  |                  |                  |             |             |             |
| Österreichische Volkspartei (ÖVP)       | 295.292         | 48,13 %         | 25              | 267.379          | 45,00 %          | 23               | + 27.913    | + 3,13 %    | + 2         |
| Sozialistische Partei Österreichs (SPÖ) | 241.978         | 39,44 %         | 19              | 183.006          | 30,80 %          | 15               | + 58.972    | + 8,64 %    | + 4         |
| Freiheitliche Wahlgemeinschaft (FW)     | 58.936          | 9,61 %          | 4               | 123.613          | 20,80 %          | 10               | − 64.766    | − 11,19 %   | − 6         |
| Kommunistische Partei Österreichs (KPÖ) | 15.013          | 2,45 %          | –               | 18.461           | 3,11 %           | –                | − 3.448     | − 0,66 %    | ± 0         |
| Sozialistische Arbeiterpartei (SAP)     | 2.353           | 0,38 %          | 0               | nicht kandidiert | nicht kandidiert | nicht kandidiert | + 2.353     | + 0,38 %    | ± 0         |
| Gesamt                                  | 613.572         | 100,00 %        | 48              | 594.193          | 100,00 %         | 48               | + 19.379    |             |             |